# Вале Єш Мурза
Вале Єш Мурза — річка в Україні у Болградському й Білгород-Дністровському районах Одеської області. Права притока річки Сорати (басейн Чорного моря).

## Опис
Довжина річки приблизно 12,84 км, найкоротша відстань між витоком і гирлом — 11,60 км, коефіцієнт звивистості річки — 1,11. Формується декількома струмками та загатами. На деяких ділянках річка пересихає.

## Розташування
Бере початок на північно-східній стороні від села Ганнівка. Тече переважно на південний схід через села Новоселівку, Фуратівку й у селі Міняйлівка (колишнє Хутір Графині Едлінг) впадає в річку Сарату, що впадає в озеро-лиман Сасик.